# 父二峰村
父二峰村（ふじみねむら）は、1959年（昭和34年）まで愛媛県の上浮穴郡にあった村であり、現在の上浮穴郡久万高原町の西北部一帯の地域である。自治体としてはその歴史を閉じたが、現在も小学校にその名を残している。

## 地理

### 位置・地形
現在の久万高原町の西北部一帯。四国山地の中に位置する。土佐街道（概ね現在の国道33号）から西方の久万高原町の中心部からは山を一つ隔てた西側の地域。砥部町との境に源流を発する二名川の流れに沿って東に街道方面に出る以外は他の地域との交通は峠道を越えてになる。
- 峠　サレガ峠（二名と砥部町との境）、真弓峠（父野川と小田町との境）、下坂場峠（二名と小田との境）

### 村名の由来
「父二峰村」という地名は、明治の町村制実施時に、旧村の父野川（ちちのかわ）、二名（にみょう）、露峰（つゆみね）の各一文字を取ってつけられた合成地名。

### 地域・集落
久万川の支流の一つである二名川の流域で河川に沿って小規模集落が点在している。谷あいの集落のため平地は乏しく、細々と水田が営まれている。
明治の村制発足前からの旧村を継ぎ、露峰（つゆみね）、二名（にみょう）、父野川（ちちのかわ）の3つの大字があった。これらは昭和の町村合併により「久万町」となっても存続した。さらに平成の町村合併で久万高原町となった際には旧町名は冠さず（例えば久万二名とはしない）大字は省くこととされた。
1910年（明治43年）の人口が2,673人とある。
役場は二名におかれており、ここにはかつては小学校（明治40年に父二峰尋常高等小学校の分校として開校した）もあった。のちに、久万町に近い露峰の西の小田方面と北の二名方面との分岐点にあたる橋詰集落近くに小中学校があった（中学校はのちに久万中に統合されたが小学校は現存）等の関係で小規模ながらそちらが地域の中心となっていった。

## 歴史
藩政期
- 大洲藩の領域であった[2]。

近隣の松山藩に属する村々と接していることから、近隣の村の藩との騒動に巻き込まれたとの記録がある。
- 寛延3年 - 内ノ子騒動が発生、当地は発生地ではなかったものの大洲藩に含まれていたところから、二名、露峰の集落が巻き込まれた。

明治以降
- 明治4年の廃藩置県後は大洲県の時期もあった。
- 1889年（明治22年）4月1日 - 露峰村、二名村、父野川村の3村の合併により父二峰村が成立。
- 1959年（昭和34年）12月15日 - 久万町、川瀬村、美川村の一部との合併により久万町となり、父二峰村は自治体としての歴史を閉じた。

```
父二峰村の系譜
（町村制実施以前の村）　　　　　　　　昭和の合併
露峰　　━━┓
二名　　━━╋━ 父二峰村 　━━━┓ （昭和34年3月31日合併）
父野川　━━┛　　　　　　　　　　┣━━　久万町
　　　　　　　  　　　　　　　　　┃
　　　　　　　　 久万町 ━━━━━┫
　　　　　　　　 川瀬村 ━━━━━┫
　　　　　　　　 美川村 ━━━━━┛
　　　　　　　　 の一部（七鳥五番耕地）

```

## 行政
役場は大字二名におかれていた。

### 歴代村長
- 初代 - 大野 直栄（明治23年1月13日 - 明治32年12月31日）
- 第2代 - 白石　格（明治32年5月3日 - 明治34年3月5日）
- 第3代 - 宮脇 順（明治34年4月12日 - 大正7年1月25日）
- 第4代 - 長尾 二男（大正7年3月25日 - 大正11年3月24日）
- 第5代 - 佐伯 研治（大正13年1月24日 - 昭和3年1月23日）
- 第6代 - 大野 助直（昭和3年4月18日 - 昭和8年7月24日）
- 第7代 - 高岡 新栄（昭和10年5月10日 - 昭和20年10月8日）
- 第8代 - 大野 貞一郎（昭和20年1月18日 - 昭和22年1月11月8日）
- 第9代 - 竹井　薫（昭和22年4月6日 - 昭和26年4月4日）
- 第10代 - 横田 重一（昭和26年5月2日 - 昭和34年3月30日）
以降 久万町に合併

## 教育
小学校
父二峰小学校 → 久万高原町立父二峰小学校を参照。
中学校
父二峰中学校 → 久万町立父二峰中学校を参照。

## 産業
林業と小規模農業が中心。米麦、とうもろこし、小豆、粟、ソバなどを産し、養蚕、畜産なども営まれた。

## 交通
- 省営バス：土讃本線（現・土讃線）佐川駅 - 久万町

現国道33号線の改修工事に伴い1935年に村内で営業を開始。
- 伊予鉄南予バス久万営業所 - 富重

1941年頃には三共自動車が当時の小田町村・突合（つきあわせ）が始発で-田度-二名-久万町間に午前・午後の二便を運行していた。
合併により伊予鉄バスとなったのちも昭和30年代まで運行されていた。
- へんろ道

当地を通る大洲-久万街道は未だ道路の開けていない頃の人馬に拠っていたいた頃からの街道である。各地の碑文ではおよそ1,200年前頃か、弘法大師が四国巡錫の砌にこの道を通ったとされている。
それによると大洲の十夜ヶ橋の下で夜明かしをした後、内子から小田川沿いにー大瀬（おおせ）ー突合（つきあわせ）-田度（たど）-臼杵（うすき）-二名（にみょう）の各村を経て久万の44番大宝寺へ向かったとある。各地には其の時の大師にまつわる謂われがある。
その一つ、当地にまつわる言い伝えでは二名から久万へ超える鶸田峠に差し掛かると連日の雨続きだったのがやっと晴れたとかで、「日和だ」がなまって「ひわだ」になったとされる。
大師の通った道を歩くと決めた歩き遍路はこの峠道を歩いている。
おそらく最も古くからの遍路道であろう事は疑う余地もない。